# Roman Smogorzewski
Roman Smogorzewski (ur. 3 maja 1972 w Żyrardowie) – polski samorządowiec, w latach 2000–2002 i od 2024 starosta legionowski, w latach 2002–2024 prezydent Legionowa.

## Życiorys
Syn Tadeusza i Gabryeli. Jest absolwentem Liceum Ogólnokształcącego pw. św. Augustyna (1991). Od 1992 studiował historię na Wydziale Historycznym Uniwersytetu Warszawskiego, pracę magisterską obronił w 2002. Ukończył też studium prawno-samorządowe Polskiej Akademii Nauk. Pracę zawodową rozpoczynał od własnej działalności gospodarczej w latach 1996–1999, był też dyrektorem biura poselskiego posła Andrzeja Smirnowa.
Był kolejno radnym miejskim (1994–1998) i powiatowym (1998–2002). Od 1999 pełnił funkcję wicestarosty legionowskiego, następnie od 2000 do 2002 był starostą tego powiatu.
Działał w Porozumieniu Centrum oraz SKL (i jednocześnie w AWS). W 2001 poparł powstanie Platformy Obywatelskiej, po kilku miesiącach założył lokalne Stowarzyszenie „Platforma Samorządowa”. W 2009 wstąpił do PO, został członkiem władz powiatowych tej partii.
W maju 2002 został przez radę miasta powołany na prezydenta Legionowa, zastąpił wówczas Andrzeja Kicmana. Odniósł następnie zwycięstwo w wyborach bezpośrednich w listopadzie tego samego roku – w drugiej turze pokonał Zenona Durkę. W wyborach w 2006, 2010, 2014 i 2018 skutecznie ubiegał się o reelekcję, wygrywając każdorazowo w pierwszej turze.
W wyborach w 2024 nie został ponownie wybrany, przegrywając w drugiej turze z Bogdanem Kiełbasińskim. Uzyskał w tych wyborach natomiast mandat radnego Legionowa. W maju 2024 został po raz drugi powołany na urząd starosty legionowskiego.

## Odznaczenia
Odznaczony Honorową Odznaką Sybiraka (2005) Srebrnym Medalem za Zasługi dla Policji (2012), Odznaką Honorową za Zasługi dla Samorządu Terytorialnego (2015) i Brązową Odznaką „Zasłużony dla Ochrony Przeciwpożarowej” (2016).